# 武胜路站
武胜路站位于中华人民共和国湖北省武汉市硚口区，是武汉地铁6号线的地铁车站。

## 车站结构

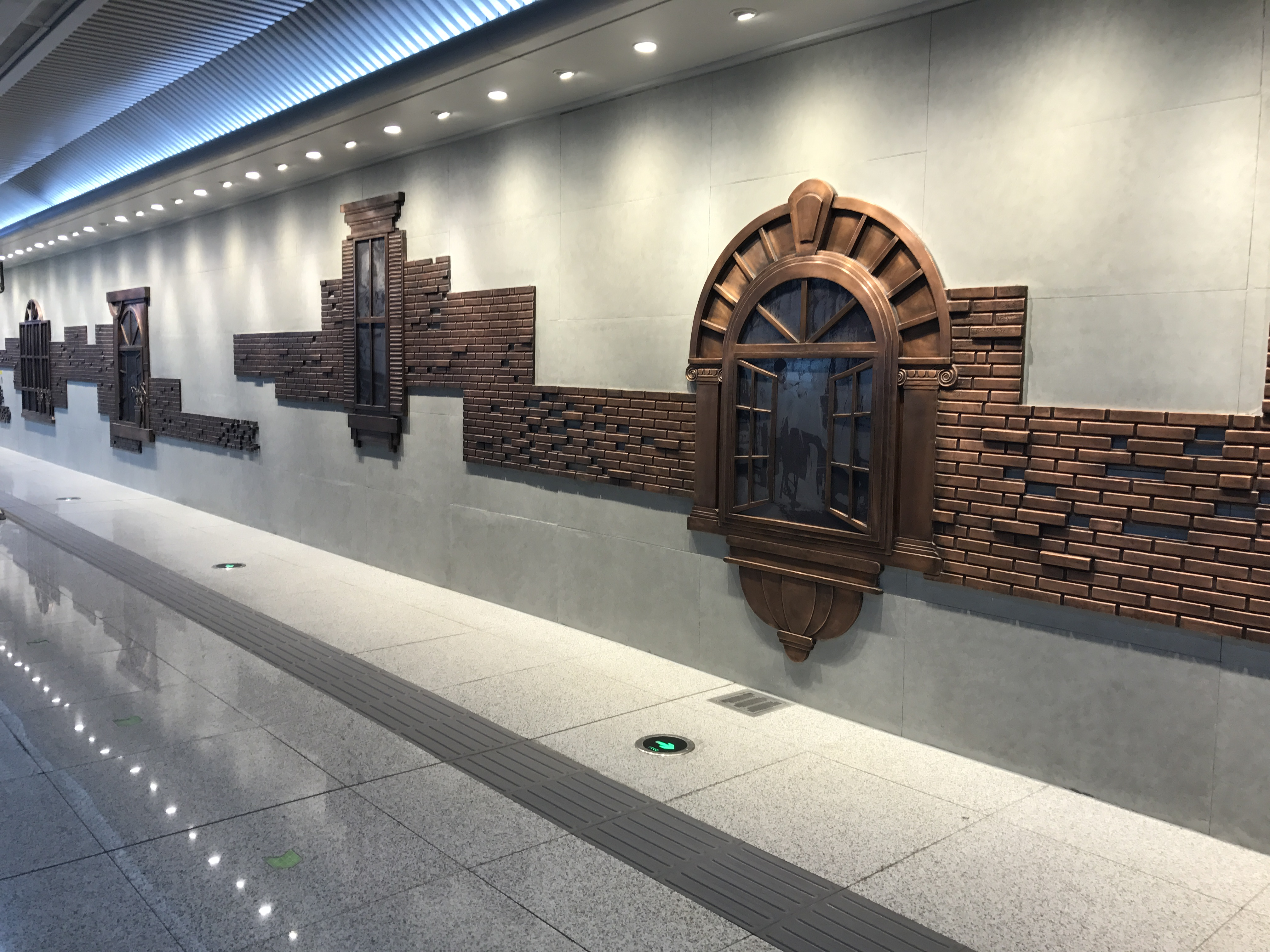
藝術牆

车站位于中山大道与武胜路交汇处，沿中山大道布置。车站主题为“古武胜印象”。

### 楼层分布
| 地面     | 地面               | 出入口                                      |  |  |
| 地下一层 |                    | 商业区、洗手间                              |  |  |
| 地下二层 | 站厅               | 售票机、客服中心、武漢通充值 可通往凱德廣場 |  |  |
| 地下三层 |                    | █ 6号线 往新城十一路（汉正街）              |  |  |
|          | 岛式站台，左侧开门 |                                             |  |  |
|          |                    | █ 6号线 往东风公司（琴台）                  |  |  |

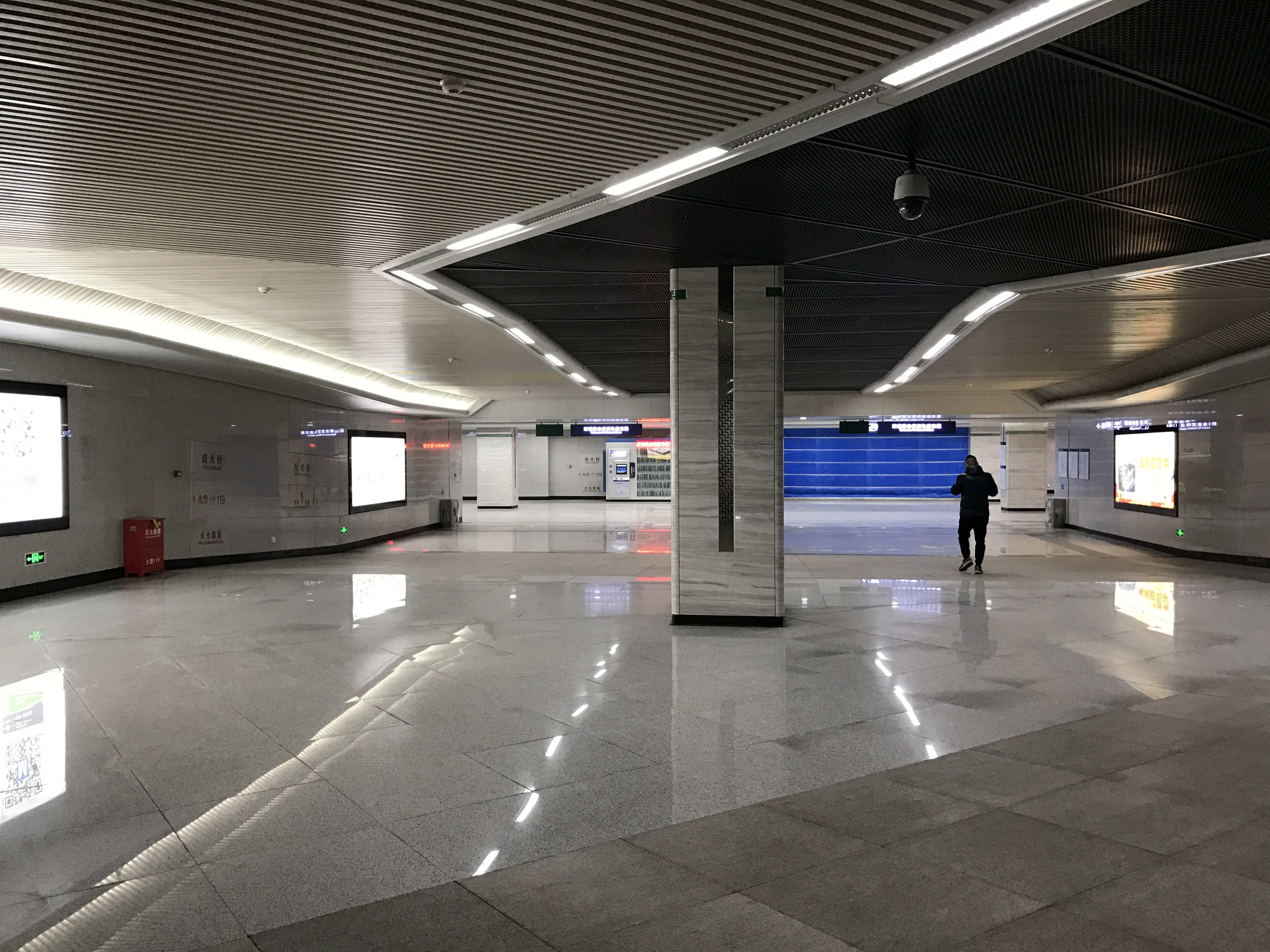
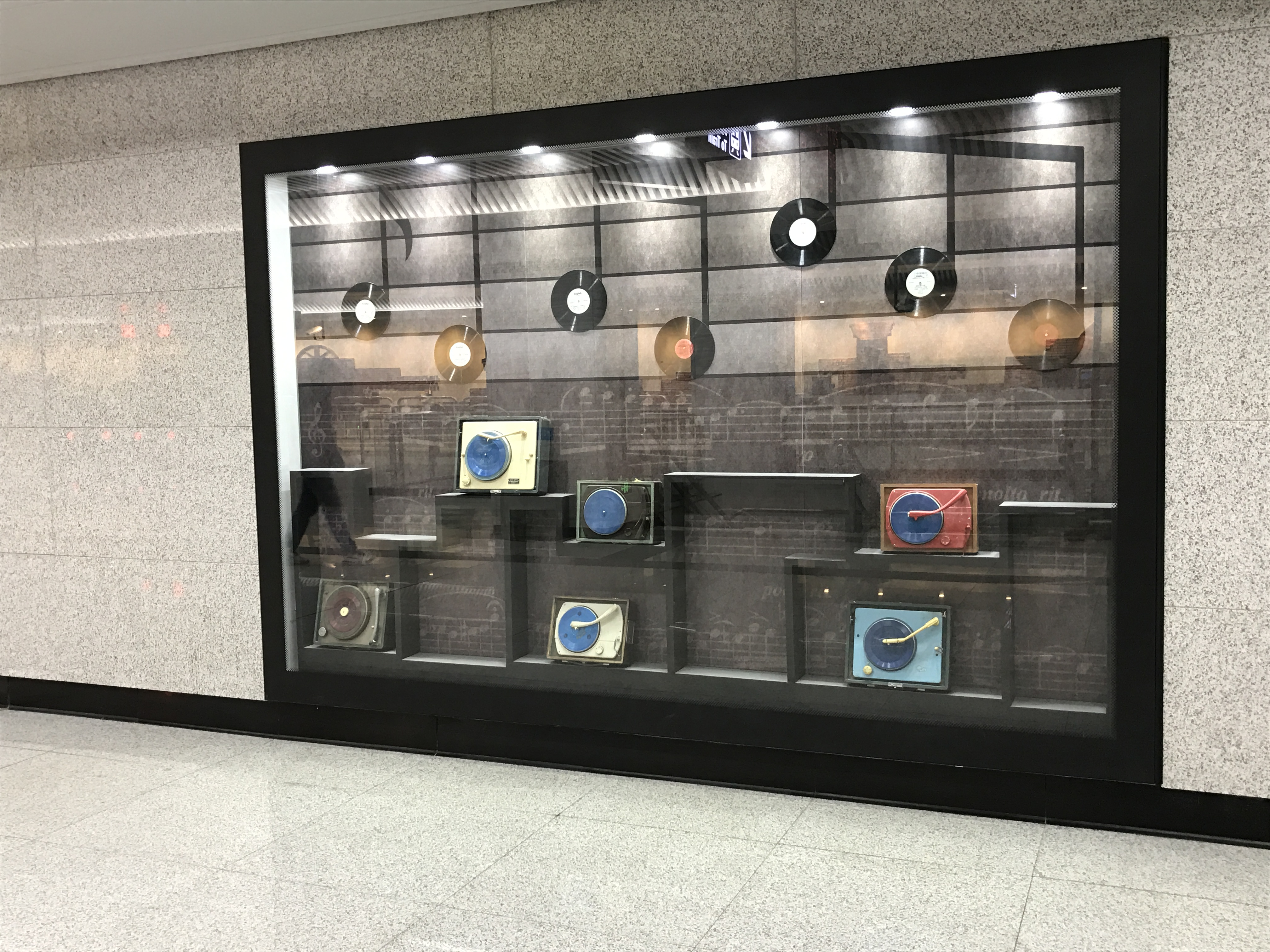
藝術櫥窗
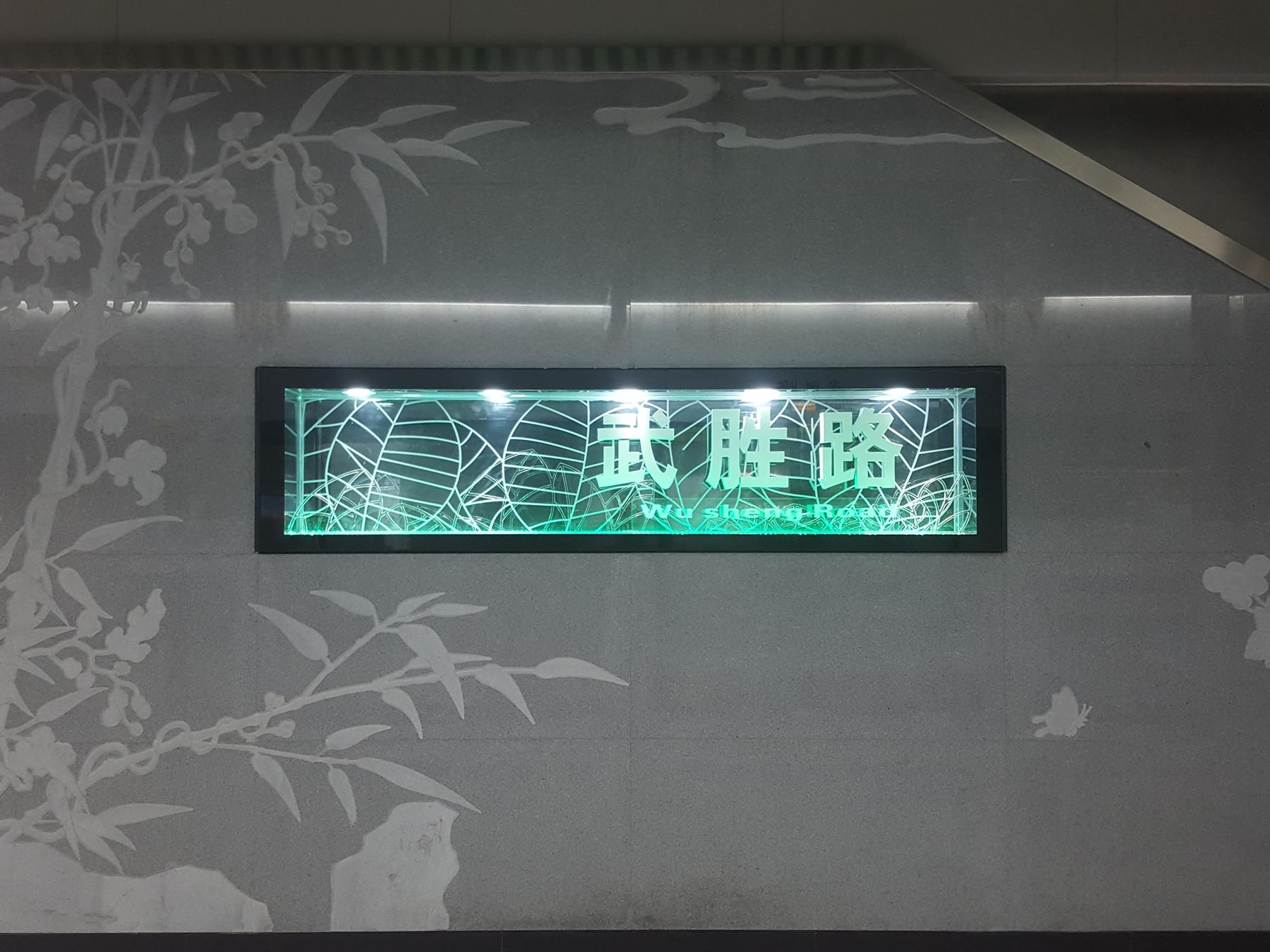
立體站名

### 車站出口
|                                                 |      |      | |
| 出口編號                                        | 設施 | 照片 | 建議前往的目的地 |
| A                                               |      |      | 中山大道 凱德廣場、武漢市礄口區地稅局、行知小學、武漢市第六十四中學、普愛醫院武勝路院區、長壽社區                                                            |
| B                                               |      |      | 中山大道 凱德廣場、長壽社區、漢中社區 |
| C                                               |      |      | 武勝路 中山大道、武漢市招生考試辦公室、家樂福、麗景苑小區 |
| D                                               |      |      | 中山大道 紅燕社區 |
| E                                               |      |      | 中山大道 紅燕社區 |
| F                                               |      |      | 中山大道 利濟路、南陽村小學、中國工商銀行、利濟大廈、紅燕社區、利濟社區                                                                                      |
| G                                               |      |      | 中山大道 利濟北路、硚口區紅旗村小學、武漢市第一醫院、海潤城市花園                                                                                            |
| H                                               |      |      | 中山大道 下榮華里直路、硚口區紅旗村小學、武漢市第二十九中學、武漢市第一醫院、海潤城市花園                                                                    |
| J                                               |      |      | 中山大道 下榮華里直路、學堂社區 |
| K                                               |      |      | 中山大道 武勝路、武漢市第二十九中學、學堂社區 |
| L                                               |      |      | 武勝路 中山大道、武漢普瑞眼科醫院、武漢市按摩醫院、榮東社區                                                                                                  |
| M                                               |      |      | 武勝路 中山大道、人信匯、人信武勝里、榮西社區 |
| N                                               |      |      | 武勝路 中山大道、人信匯 |
| P                                               |      |      | 中山大道 武勝路、人信匯 |
| Q                                               |      |      | 中山大道 榮華二路、武漢市礄口區工商局、武漢市礄口區民政局、武漢市礄口區井岡山小學、礄口區圖書館、公務員大廈、幸福一村小區、礄口·金利屋、幸樂村小區、榮華社區 |
| 注： 設有升降機 \| 設有輪椅升降台 \| 設有洗手間 |      |      | |

## 运营信息
- 6号线首末班车时间

## 鄰近地點
江汉一桥、凯德广场、家乐福（武胜店）、普爱医院、武汉市第一医院、泰合广场等。

### 内部链接
- 武汉地铁车站列表